# Route nationale 801
Die Route nationale 801, RN 801 oder N 801 war eine französische Nationalstraße, die von 1933 bis 1973 zwischen Barfleur und dem Cap de la Hague verlief.
Ihre Gesamtlänge betrug 50,5 Kilometer. Sie hatte innerhalb von Cherbourg-Octeville zwei Seitenäste, die den Hafen erschlossen. Diese gehen, sowie ein Teil ihrer eigenen Trasse, auf 1858 ohne Nummern festgelegte Seitenäste der N13 zurück. Beide sind seit 1971 Kommunalstrassen. 2001 wurde die Autoroute A801, die als Verlängerung der Autoroute A83 (ehemalige A801) vom Boulevard périphérique de Nantes zum südlichen Brückenkopf einer Straßenbrücke in Loire verlief, zur N 801 abgestuft. Diese Straße wurde 2006 zur Kommunalstraße abgestuft.
Die Seitenäste sind unter eigenen Artikeln zu finden:
Route nationale 801a
Route nationale 801b